# Кемп, Джон, 1-й виконт Рочдейл
Бригадир Джон Дюривал Кемп, 1-й виконт Рочдейл (англ. John Durival Kemp, 1st Viscount Rochdale; 5 июня 1906 — 24 мая 1993) — британский пэр, военный и бизнесмен.

## Происхождение и образование
Родился 5 июня 1906 года. Единственный сын Джорджа Кемпа, 1-го барона Рочдейла (1866—1945), и леди Беатрисы Мэри Эгертон (1871—1966), третьей дочери Фрэнсиса Эгертона, 3-го графа Элсмира. Он получил образование в Итонском колледже и Тринити-колледже в Кембридже, где в 1928 году получил степень в области естественных наук.

## Карьера
Джон Кемп служил во время Второй мировой войны в составе американских войск на Тихом океане и в составе британской армии в Индии, где он упоминался в донесениях, и достиг звания бригадного генерала.
24 марта 1945 года после смерти своего отца Джон Кемп унаследовал титул 2-го барона Рочдейла из Рочдейла в графстве Ланкашир, став членом Палаты лордов Великобритании.
Лорд Рочдейл был председателем семейной фирмы Kelsall & Kemp с 1950 по 1971 год, членом Центральных транспортных консультативных комитетов с 1952 по 1957 год, президентом Национального союза производителей с 1953 по 1956 год, губернатором BBC с 1954 по 1959 год и председателем Совета по хлопку с 1957 по 1962 год, когда отрасль испытывала значительные трудности из-за импорта.
Он также был членом Европейского комитета Палаты лордов с 1981 по 1986 год и заместителем лейтенанта Камбрии с 1948 по 1983 год. 20 января 1960 года для него был создан титул виконта Рочдейла из Рочдейла в графстве Ланкашир.
Джон Кемп был консерватором, став председателем Ассоциации консерваторов Рочдейла в 1930-х годах, и став лордом Рочдейлом в 1945 году после смерти своего отца, он был активным членом Палаты лордов. Одно время он был президентом Экономической лиги.

## Личная жизнь
18 марта 1931 года Джон Кемп женился на Элинор Доротее Пиз (? — 9 января 1997), второй дочери Эрнеста Хьюберта Пиза. У супругов было двое детей:
- Сент-Джон Дюривал Кемп, 2-й виконт Рочдейл (15 января 1938 — 27 февраля 2015), который в 1960 году он женился первым браком на Серене Джейн Кларк-Холл, дочери Джеймса Эдварда Майкла Кларка-Холла, от брака с которой у него было четверо детей. Они развелись в 1974 году, и он вторично женился в 1976 году на Элизабет (урожденной Болдон) Андертон, бывшей жене Джеймса Майкла Андертона и дочери Роберта Нормана Росситера Болдона[3].
- Достопочтенная Брайони Джой Кемп (18 июня 1947 — 19 сентября 1963)[3].

Виконт Рочдейл скончался 24 мая 1993 года.